# Régiment d'Hohenlohe (Armée des émigrés)
Pour les articles homonymes, voir Régiment d'Hohenlohe.
Pour un article plus général, voir Armée des émigrés.
Le Régiment d'Hohenlohe également appelé brigade d'Hohenlohe est une unité militaire de l'armée des émigrés.
Son nom a été repris par une unité d'infanterie française en 1816 dissoute ensuite en 1831.

## Historique
Louis Aloy de Hohenlohe-Waldenburg-Bartenstein, prince du Saint-Empire choisit en réponse aux dérèglements de la Révolution française, d'affirmer sa double foi en l'absolutisme et au catholicisme en créant un ordre de chevalerie aussitôt mis au service de la maison de Bourbon et de la légitimité. Incontestablement, l'institution de l'ordre du Phénix s'est faite sur les principes de la religion, de l'honneur et de la fidélité au souverain légitime. En effet, tout chevalier de la Langue française doit professer la plus entière fidélité au roi, lequel soit-il, et se tenir prêt en tout temps à en soutenir les droits et défendre les intérêts. 
Le prince de Hohenlohe signe, le 4 février 1792, un traité de subsides avec LL. AA. RR., les princes français, frères du roi Louis XVI. Il se met à la tête de celui des chasseurs d'Hohenlohe, que son père avait levé dans sa principauté pour le service des princes émigrés, et dont il est second colonel-propriétaire. Athanaïs Bernard Louis Claude de Tryon, vicomte de Montalembert (1768-1842), ayant rejoint la Légion de Condé en 1791, il participe à la constitution du régiment d'Hohenlohe.
Le comte Armand de Firmas-Périès est alors nommé colonel attaché au régiment d'Hohenlohe-Schillingsfurts. Il est fait, le 1er juin 1792, suivant, lieutenant de roi du quartier- général de S. A. S. Mgr le prince de Condé, ayant la police intérieure et extérieure de l'armée de ce prince. L'empereur d'Allemagne, François II, étant venu à Mayence, après son couronnement, le comte de Firmas-Périès est chargé, par S. A. l'électeur de Mayence, de la police de cette résidence, pendant tout le temps que le comte de Provence y  séjourne. 
Pendant la campagne de 1793 le comte  Armand de Firmas-Périès, tout en remplissant au quartier-général de l'armée de Condé les fonctions de sa charge de lieutenant de roi, n'en marche pas moins à la tête du régiment d'Hohenlohe toutes les fois que l'on va à l'ennemi. Le 17e régiment d'infanterie de von Hohenlohe participe à la bataille de Wattignies les 15 et 16 octobre 1793. En combattant ainsi, il reçoit une légère contusion, le 12 septembre 1793, à l'affaire de Bergzeborn, et est grièvement blessé à la poitrine, le 8 décembre suivant, au combat de Berstheim. 

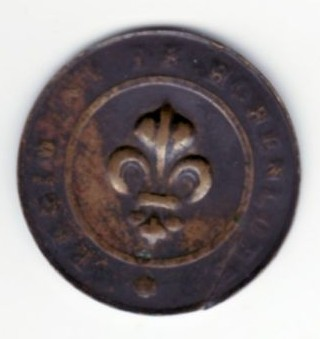
Régiment d'Hohenlohe (médaille ?)

Placé à l'avant-garde de l’armée des émigrés, Louis Aloy de Hohenlohe-Waldenburg-Bartenstein se distingue particulièrement sous Condé dans les campagnes de 1792-1793, notamment en défense lors de la  bataille de Wissembourg, en France.
En 1794, le régiment d'Hohenlohe passe au service du gouvernement des Provinces-Unies. Puis il entre au service des Pays-Bas quand, encerclé par l’armée du général Pichegru, il dirige une retraite magistrale vers l’île de Bommelerwaard. Le comte de Firmas-Périès reste à l'armée de Condé. Après la conquête de la Hollande par les Français, les régiments d'Hohenlohe sont licenciés.  En 1795, le comte de Provence lui adresse une lettre dans laquelle il lui dit que lorsque le roi son neveu sera sur le trône il espère qu'un régiment d'Hohenlohe à son service sera pour ainsi dire un monument éternel de l'attachement que le prince a manifesté à la cause royale. Il combat encore à Caldiero, à Stockak, fait les campagnes de 1796 à 1799 sur le Rhin, et plusieurs fois les effectifs du régiment sont renouvelés.
Les républicains français ayant passé le Rhin, le 24 juin 1796, le régiment d'Hohenlohe est employé à l'avant-garde du corps de Condé, sous les ordres de S. A. M. le  duc d'Enghien. Ce régiment soutient et couvre la retraite de l'armée autrichienne, jusque dans la vallée de la Kinzig. Le comte de Firmas-Périès fait prendre position au régiment d'Hohenlohe, au château de Hohengeroldzegg ; mais, les ennemis ayant forcé le passage du Knebis, il reçoit l'ordre d'abandonner le poste important qu'il occupait. Il obéit à cet ordre, en représentant toutefois au général autrichien Giulay, duquel il l'avait reçu, qu'une retraite aussi précipitée entraînerait la perte des immenses magasins rassemblés dans la vallée, et que, d'un autre côté, le corps qui se trouvait dans le Brisgau  pouvait être  compromis. Le comte de Firmas-Periès ayant de plus démontré la possibilité de se maintenir dans la vallée de la Kinzig, et d'imposer à l'ennemi par une contenance ferme, le comte de Giulay se rend à son avis, et se décide à reprendre sa position ; mais à peine le comte de Firmas-Périès  a-t-il réoccupé Hohengeroldzegg, que le canon des républicains se fait entendre dans la vallée. Le général Giulay est repoussé jusque sous les murs de Zell, et, par suite de ce mouvement, le régiment d'Hohenlohe se trouve coupé du gros des forces coalisées. Dans cette situation critique, le comte de Firmas-Périès conçoit le projet hardi de tomber sur les derrières des ennemis, de les tromper sur le nombre de ses combattants, et de les forcer à la retraite. Il forme en conséquence autant de têtes  de colonnes qu'il a de compagnies à sa disposition, et débouche ainsi dans la vallée de la Kinzig. Les républicains croyant alors que c'est le corps entier du prince de Condé, qui, par la vallée de l'Arh, vient au secours de l'armée autrichienne, se retirent précipitamment. Le comte de Giulay, dès qu'il a aperçu les neuf têtes de  colonnes dont nous venons de parler, a deviné la manœuvre hardie faite par le comte de Firmas-Périès, et a aussitôt marché pour le soutenir. Leur jonction s'opère heureusement. Le comte de Firmas-Périès reçoit dans cette action, une légère contusion. Il retourne, dès le soir du même jour, prendre position à Hohengeroldzegg. Il a, dans cette journée, fait une marche de près de 10 lieues, et remporté un succès important.  

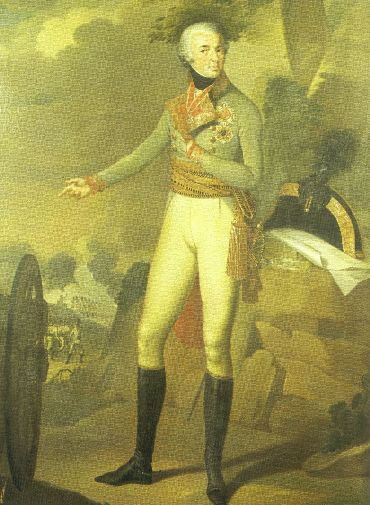
Louis Aloy de Hohenlohe-Waldenburg-Bartenstein.

Le 30 septembre 1796, il est blessé deux fois au combat de Schaffenried. S. M. Louis XVIII daigne lui faire écrire, par son ministre de la guerre, une lettre aussi flatteuse qu'honorable. 
L'année de Condé étant partie pour la Russie, en 1797, le comte de Firmas-Périès est chargé d'en commander la première colonne, composée d'un bataillon du régiment d'Hohenlohe, de la Légion noire de Mirabeau, puis légion de Damas, infanterie et cavalerie, et enfin des régiments de Hussards de Baschi et Carneville. Le comte de Firmas-Périès est employé, par S. M. l'empereur de Russie, en qualité de second colonel du régiment d'Hohenlohe; et, lorsque ce régiment perd le prince d'Hohenlohe, son colonel, le comte de Firmas-Périès, en est fait colonel-commandant. 
En 1799, l'armée de Condé reçoit l'ordre de partir de Russie, pour aller concourir à la défense de la Suisse, menacée par les Français; mais, lorsque ce corps arrive à sa destination, déjà presque toute la Suisse est conquise. Le comte de Firmas-Périès  est placé en avant de Constance. Il reçoit, le 7 octobre 1799, plusieurs contusions et blessures légères, en défendant cette ville, qui est prise par les Français. En 1801, l'armée de Condé ayant été licenciée, le comte de Firmas-Fériés vint se fixer en Souabe. 

## Personnalités ayant servi au régiment
- Antoine Joseph Augustin de Touchebœuf, lieutenant au régiment d'Hohenlohe, dans l'armée de Condé.